# Edeby, Rasbokil

Edeby gård är en gård i Rasbokil församling, Uppsala kommun. Gården ligger vid Kilsån i södra delen av Rasbokil socken. På medeltiden var gården ett så kallat S:t Erikshemman vilket innebar att gården var skänkt till Uppsala domkyrka.
Edeby omtalas första gången 1409, då förmyndarna för Lydeka Stralendorps barn stadfäster Edebys donation till Uppsala domkyrka. Edeby bestod 1497-1527 av två lantbönder under domkyrkan, varav åtminstone en fanns kvar 1536. År 1527 påbörjades Gustav Vasas reduktion och Edeby blev 1541 kronans.
Omkring 1650 blev gården säteri till Jurgen Schildt. Han lär även ha uppfört Årby slott.
Den förste kända ägaren av Edeby är Lars Jespersson Cruus. Han förvärvade gården från kronan år 1648, samma år som han ingick äktenskap med Agneta Horn. Carl Robert Höök köpte gården 1873. Nuvarande ägare Erik Höök samt Eivor Höök är fjärde generationen Höök på Edeby. Mangårdsbyggnaden uppfördes på 1600-talet.

## Strindberg
Författaren August Strindberg vistades i flera omgångar på Edeby gård under kortare perioder. Hans yngste bror började som trädgårdselev på gården 1867. I samband med att August som ung besökte brodern, predikade han den 17 november 1867 i Rasbokil kyrka. Efter predikan uppmanade pastorn Strindberg att läsa till präst. Strindberg lär ha svarat: "En präst måste vara skådespelare. Han får nog ej, som jag sökt göra i dag, sjunga ut sitt hjärtats mening. Han skulle då stöta sig med de maktägande. Blir jag skådespelare väljer jag nog en annan scen än du."[källa behövs]